# Victor Williams
Victor Williams, född 19 september, 1970 i Brooklyn, New York är en amerikansk komiker och skådespelare. Han är mest känd från TV-serien Kungen av Queens där han spelar rollen som Deacon Palmer. Han har även medverkat i serier som Uppdrag: mord, I lagens namn, Cityakuten och Fringe.

## Filmografi (urval)
| År        | Film                    | Roll              | Notering   |
| --------- | ----------------------- | ----------------- | ---------- |
| 1996      | The Preacher's Wife     | Robbie            | (Film)     |
| 1997      | Cop Land                | Russell           | (Film)     |
| 1997      | I lagens namn           | Polis             | (TV-serie) |
| 1998–2001 | Cityakuten              | Carlas make Roger | (TV-serie) |
| 1998–2007 | Kungen av Queens        | Deacon Palmer     | (TV-serie) |
| 2000      | Advokaterna             | Tjänsteman        | (TV-serie) |
| 2003      | The Animatrix           | Dan               | (Röst)     |
| 2005      | En förtrollad romans    | Polis             | (Film)     |
| 2009      | Flight of the Conchords | Polis West        | (TV-serie) |
| 2009      | Fringe                  | Phil              | (TV-serie) |